# Merck-Saint-Liévin
Merck-Saint-Liévin település Franciaországban, Pas-de-Calais megyében. Lakosainak száma 664 fő (2022. január 1.). Merck-Saint-Liévin Wavrans-sur-l’Aa, Avroult, Ouve-Wirquin, Saint-Martin-d’Hardinghem, Thiembronne és Wismes községekkel határos.

## Népesség
A település népességének változása:
| Lakosok száma | 635  | 651  | 659  | 656  | 659  | 662  | 668  | 674  | 664  |
|               | 2013 | 2015 | 2016 | 2017 | 2018 | 2019 | 2020 | 2021 | 2022 |